# Danh sách Anh hùng Lực lượng vũ trang nhân dân trong Chiến dịch Điện Biên Phủ
Dưới đây là danh sách 22 chiến sĩ của Quân đội nhân dân Việt Nam được phong hoặc truy phong danh hiệu Anh hùng Quân đội vì thành tích chiến đấu của họ trong Chiến dịch Điện Biên Phủ năm 1954. Những người được truy phong là những người đã hy sinh trong khi làm nhiệm vụ, họ trước đó đã được truy tặng danh hiệu liệt sĩ của Quân đội nhân dân Việt Nam.
| Anh hùng                            | Năm sinh | Năm phong, truy phong | Quê quán              | Thành tích ghi nhận                                   |
| ----------------------------------- | -------- | --------------------- | --------------------- | ----------------------------------------------------- |
| Trần Can (liệt sĩ)                  | 1931     | 7 tháng 5 năm 1956    | Yên Thành, Nghệ An    | Hiên ngang dẫn đầu tiểu đội cắm cờ lên lô cốt Him Lam |
| Dương Quảng Châu (Dương Ngọc Chiến) | 1929     | 7 tháng 5 năm 1956    | Phú Tiên, Hải Hưng    |                                                       |
| Bùi Đình Cư                         | 1927     | 31 tháng 8 năm 1955   | Lâm Thao, Phú Thọ     |                                                       |
| Tô Vĩnh Diện (liệt sĩ)              | 1924     | 7 tháng 5 năm 1956    | Nông Cống, Thanh Hóa  | Dùng thân chặn pháo                                   |
| Hoàng Khắc Dược                     | 1917     | 31 tháng 8 năm 1955   | Mỹ Lộc, Nam Định      |                                                       |
| Bế Văn Đàn (liệt sĩ)                | 1931     | 31 tháng 8 năm 1955   | Phục Hóa, Cao Bằng    | Lấy vai làm giá súng                                  |
| Phan Đình Giót (liệt sĩ)            | 1920     | 31 tháng 8 năm 1955   | Cẩm Xuyên, Hà Tĩnh    | Lấp lỗ Châu Mai                                       |
| Đặng Đình Hồ                        | 1925     | 7 tháng 5 năm 1956    | Thanh Chương, Nghệ An |                                                       |
| Trần Đình Hùng                      | 1931     | 7 tháng 5 năm 1956    | Yên Dũng, Bắc Giang   |                                                       |
| Phùng Văn Khầu                      | 1930     | 31 tháng 8 năm 1955   | Trùng Khánh, Cao Bằng |                                                       |
| Chu Văn Khâm                        | 1925     | 31 tháng 8 năm 1955   | Vĩnh Tường, Vĩnh Phúc |                                                       |
| Tạ Quốc Luật                        | 1925     | 16 tháng 12 năm 2004  | Thái Thụy, Thái Bình  |                                                       |
| Đinh Văn Mẫu                        | 1924     | 7 tháng 5 năm 1956    | Yên Lập, Phú Thọ      |                                                       |
| Chu Văn Mùi                         | 1929     | 31 tháng 8 năm 1955   | Việt Yên, Bắc Giang   |                                                       |
| Hà Văn Nọa (liệt sĩ)                | 1928     | 16 tháng 12 năm 2004  | Ninh Giang, Hải Dương |                                                       |
| Hoàng Văn Nô (liệt sĩ)              | 1932     | 26 tháng 4 năm 2004   | Trùng Khánh, Cao Bằng | Dũng sĩ đâm lê                                        |
| Đặng Đức Song                       | 1934     | 7 tháng 5 năm 1956    | Nam Thanh, Hải Dương  |                                                       |
| Nguyễn Văn Ty                       | 1931     | 31 tháng 8 năm 1955   | Việt Yên, Bắc Giang   |                                                       |
| Phan Tư                             | 1931     | 31 tháng 8 năm 1955   | Yên Thành, Nghệ An    |                                                       |
| Nguyễn Văn Thuần                    | 1916     | 31 tháng 8 năm 1955   | Yên Hưng, Quảng Ninh  |                                                       |
| Lâm Viết Hữu                        | 1926     | 22 tháng 12 năm 2009  | Hà Nội, Hai Bà Trưng  |                                                       |
| Lê Văn Dỵ                           | 1926     | 6 tháng 7 năm 2008    | Vĩnh Phúc             |                                                       |